# صمويل موهيليفر

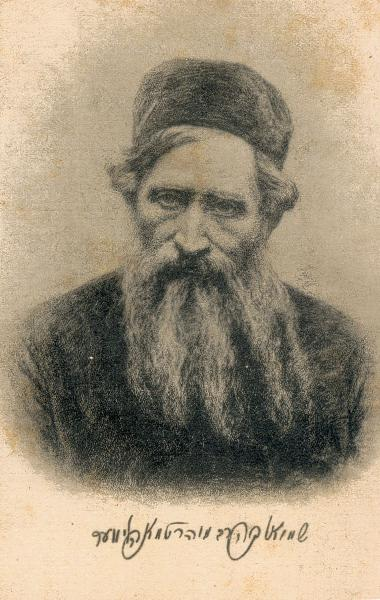
صمويل موهيليفر

كان صامويل موهيليفر المعروف أيضًا شموئيل موهيليفر (1824–1898) حاخام وأحد رواد الصهيونية الدينية ومن مؤسسي حركة أحباء صهيون.
ولد موهيليفر في غويبوكيه (الآن هليبوكايه، روسيا البيضاء) ودرس في فولوجين يشيفا (مدرسة دينية). بعد المذابح التي أعقبت قوانين مايو، ساعد في تأسيس أحباء صهيون في وارسو، وأقنع البارون إدموند جيمس دي روتشيلد بتقديم الدعم المالي لمستوطنة تسمى إكرون (الآن كريات إكرون).
صار موهيليفر حاخام بياويستوك عام 1883. وكرس نفسه لتعزيز الصهيونية بإقناعه يهود بياويستوك بالهجرة إلى بتاح تيكفا، التي كانت حينها تكافح من أجل البقاء. في عام 1884، انتخب موهيليفر رئيساً لمؤتمر أحباء صهيون، على أن يصبح ليون بینسكر رئيساً للحركة. شغل موهيليفر منصب رئيس في مؤتمرات 1887 و1889. كانت العديد من إسهاماته ذات طابع ديني – حرص موهيليفر على ضمان امتثال الاستزراع اليهودي في فلسطين مع القوانين والتقاليد اليهودية بإقامة لجنة حاخامية للإشراف على ذلك.
في عام 1893، كانت هناك سلسلة من الخلافات بين الحاخام موهيليفر والمكاتب الرئيسية لأحباء صهيون في أوديسا، التي كانت علمانية إلى حد كبير وتأتمر من قبل ليون بينسكر. وأدى ذلك إلى قرار أحباء صهيوني بجعل مركز آخر تحت قيادة موهيليفر. وكان هذا الفرع الجديد، يسمى ميزراحي، اختصار عبري لكلمة مركاز روحاني – «مركز روحي»). وكانت مهمتهم تثقيف اليهود الأرثوذكس حول مفهوم الصهيونية. ولكن على الرغم من الاختلافات الدينية، اتخذ موهيليفر الحاخام قراراً حكيماً بالبقاء جزءاً من حركة أحباء صهيون. ومع ذلك، ضغط موهيليفر باستمرار على الحركة الوطنية للوفاء بمتطلبات اليهود الأرثوذكس.
في عام 1897 موهيليفر بعث برسالة إلى المؤتمر الصهيوني الأول: وكتب، من الضروري، 'أن يوحد المؤتمر جميع «أبناء صهيون» المخلصين لقضيتنا للعمل في وئام وأخوة تامة، حتى ولو كان بينهم اختلافات في الرأي فيما يتعلق بالدين.'
واصل الحاخام موهيليفر وزملاؤه عملهم، لا سيما في أوساط اليهود الأرثوذكس، ونتيجة لذلك أصبحت ميزراخي أساس الحركة الصهيونية الدينية. في عام 1902، بعد أربع سنوات من وفاة الحاخام صمويل، انضمت ميزراخي رسمياً إلى المنظمة الصهيونية.
عندما أعاد الحاخام إسحاق يعقوب راينس وغيره من أتباع موهيليفر تأسيس المنظمة في عام 1901، فعلوا ذلك بنفس الموقف وروح واسم. فقد الهم موهيليفر بنجاح دمج العقيدة اليهودية التقليدية مع الصهيونية العملية.
رسالته الأخيرة إلى «يهود روسيا» قبل وفاته حثتهم على العمل لتحقيق ارتباط عميق بالوصية على الاستيطان في إسرائيل، الذي قال أنه «الأساس لوجود شعبنا.»
سمي كيبوتس غان شموئيل نسبة إليه.
كان موهيليفر نشط في الشؤون الدعائية والتنظيمية، فضلاً عن العمال باسم الاستعمار في فلسطين. حيث ذهب في عام 1882 إلى باريس للقاء البارون الشاب إدموند دي روتشيلد واقنعه بالاهتمام بتهريب المستوطنين إلى فلسطين. بمساعدة من الحاخام موهيليفر، ظل روتشيلد هو المتبرع الأكبر والوحيد للعمل الصهيوني هناك.